# Amphilophus flaveolus
Amphilophus flaveolus és una espècie de peix de la família dels cíclids i de l'ordre dels perciformes.

## Morfologia
Els mascles poden assolir els 13,6 cm de longitud total.

## Distribució geogràfica
Es troba a l'Amèrica Central: llac Apoyo (Nicaragua).